# Un amor de tardor
Un amor de tardor (títol original: Used People) és una pel·lícula estatunidenca de comèdia romàntica de 1992 dirigida per Beeban Cedrón. El guió de Todd Graff, una adaptació de la seva obra del 1988 estrenada a l'off-Broadway i té una mirada humorística sobre una família molt disfuncional que viu al barri novaiorquès de Queens al voltant de l'any 1969. Curiosament, malgrat ser distribuïda per la 20th Century Fox en el seu llançament inicial el 1992, la pel·lícula va ser editada en DVD el 2011 per la Warner Bros. Pictures com a part de la seva col·lecció Arxive Warner. Ha estat doblada al català. Va ser nominada en els premis Globus d'Or 1992 al millor actor (Mastroianni) i a la millor actriu còmica (MacLaine)

## Argument
Durant el funeral del seu marit, una dona madura rep la declaració d'un altre home que està enamorat d'ella des de fa més de vint anys.
El precipitat afer provoca un terratrèmol domèstic donada la diferència de religions i cultures de tots dos, jueva la d'ella, catòlica la d'ell.

## Repartiment
- Shirley MacLaine: Pearl Berman
- Marcello Mastroianni: Joe Meledandri
- Bob Dishy: Jack Berman
- Kathy Bates: Bibby Berman
- Marcia Gay Harden: Norma
- Jessica Tandy: Freida
- Sylvia Sidney: Becky
- Lee Wallace: Oncle Harry
- Doris Roberts: Tia Lonnie
- Joe Pantoliano: Frank